# Helina villipes
Helina villipes este o specie de muște din genul Helina, familia Muscidae. A fost descrisă pentru prima dată de Malloch în anul 1921.
Este endemică în Kenya. Conform Catalogue of Life specia Helina villipes nu are subspecii cunoscute.